# توماس إم. بورغس
توماس إم. بورغس هو سياسي أمريكي، ولد في 6 يونيو 1806 في بروفيدنس في الولايات المتحدة، وتوفي بنفس المكان في 17 أكتوبر 1856. نشط حزبياً في حزب اليمين.